# Herbert Weymar
Herbert Weymar (* 30. Mai 1911 in Gotha; † 16. Juli 1979 in Dresden) war ein deutscher Ingenieurkartograph und Amateurbotaniker.

## Leben

### Herkunft, Ausbildung und Privatleben
Weymar kam 1911 als Sohn eines Arbeiters in Gotha zur Welt. Er besuchte zunächst eine Zeichenschule und durchlief anschließend eine Ausbildung an der Perthes’schen Geographisch-Kartographischen Anstalt in seiner Heimatstadt. Darüber hinaus besuchte er 1938 zur Weiterbildung noch die Fachschule für Kartographie in Berlin.
Entsprechend seiner beruflichen Stationen lebte Weymar von mindestens 1930 bis 1955 Dresden, dann bis 1969 in Schöneiche bei Berlin und danach abermals in Dresden.

### Berufliche Karriere
Seinen Einstieg ins Berufsleben fand Weymar 1930 in Dresden als Kupferstecher in der Hauptvermessungsabteilung III (Sachsen, Sudetenland, Regierungsbezirk Aussig) des Reichsamts für Landesaufnahme. Während des Zweiten Weltkrieges wurde er 1942 zum Militärdienst eingezogen. Nach Ende des Krieges blieb Weymar in der Sowjetischen Besatzungszone beziehungsweise der DDR und setzte seine Tätigkeit beim Landesvermessungsamt Sachsen fort. Dabei stieg er bis zum Abteilungsleiter für Kartographie auf. Im Zuge einer topographischen Neuaufnahme des DDR-Territoriums berief man ihn 1955 nach Berlin in die Verwaltung Vermessung und Kartenwesen (VVK) beim Ministerium des Innern. Dort leitete er die für diese Landesaufnahme notwendige Ausarbeitung redaktioneller und technologischer Dokumente. Ein ehemaliger Kollege bewertete Weymars Berliner Arbeit rückblickend folgendermaßen:
„Weymar entwickelte Grundsätze zur komplexen Bearbeitung und Laufendhaltung der neuen topographischen Kartenwerke und zur gesetzmäßigen Generalisierung nach Maß und Zahl. Bei der Ausarbeitung der unter seiner Leitung entstehenden Arbeitsvorschriften setzte er die Beibehaltung einer feingliedrigen Kartengraphik in den Traditionen der deutschen amtlichen Kartenwerke durch. [...] Die hohe inhaltliche und graphische Qualität der topographischen Kartenwerke der DDR wurde wesentlich durch [seine] Arbeit [...] mitbestimmt.“
Um 1973 war Weymar für den in Berlin ansässigen VEB Landkartenverlag tätig.

### Botanisches Engagement
Bereits früh entwickelte Weymar ein ausgeprägtes Interesse für Pflanzen. Zwischen 1946 und 1955 arbeitete er als freiberuflicher Botanik-Dozent an der Volkshochschule Dresden und aus dieser Tätigkeit erwuchs eine Monographienreihe kleiner illustrierter Bestimmungsbücher für einzelne Pflanzengruppen, die er zwischen 1953 und 1973 publizierte und die mehrere Auflagen erfuhren. Unvollendet blieb sein Werk über Kreuzblütler, das Werner Hempel vervollständigte und das – ergänzt von Manfred Geyer – schließlich 1988 erschien. Für die Bücher arbeitete Weymar mit Illustratoren wie beispielsweise Paul Richter, Johannes Heinrich Fischer und Elisabeth Schlüter zusammen.
Während seiner 14 Jahre in Schöneiche bei Berlin beteiligte er sich an floristischen Kartierungen, arbeitete zeitweise als Pilzsachverständiger und war darüber hinaus im Naturschutz aktiv.

## Publikationen
- Buch der Gräser und Binsengewächse. Neumann Verlag, Radebeul, 1953.
- Buch der Farne, Bärlappe und Schachtelhalme. Neumann Verlag, Radebeul, 1955.
- Buch der Korbblütler. Neumann Verlag, Radebeul, 1957.
- Buch der Moose. Neumann Verlag, Radebeul, 1958.
- Buch der Doldengewächse. Neumann Verlag, Radebeul, 1959.
- Buch der Lippenblütler und Rauhblattgewächse. Neumann Verlag, Radebeul, 1961.
- Buch der Schmetterlingsblütler. Neumann Verlag, Radebeul, 1966.
- Lernt Pflanzen kennen. Die verbreitetsten wildwachsenden und kultivierten Pflanzen Mitteleuropas und ihre Standorte. Neumann Verlag, Radebeul, 1971.
- Buch der Rosengewächse. Neumann Verlag, Radebeul, 1973.
- Buch der Kreuzblütler. Neumann Verlag, Radebeul, 1988.